# Cyclops Cyclecar
Die Cyclops Cyclecar Company war ein US-amerikanischer Automobilhersteller in Indianapolis (Indiana). 1914 wurden dort Cyclecars unter dem Namen Cyclops gebaut. Gründer der Firma waren Joseph W. Ferrer, Charles A. Hargrave und James W. Smith.
Vom Cyclops ist nur bekannt, dass er einen einzigen, zentral angeordneten Scheinwerfer besaß, daher der Name. Vermutlich entstand nur ein Prototyp im Sommer dieses Jahres und noch vor Jahresende schloss die Firma wieder ihre Tore.